# Famille d'Anglemont de Tassigny
 (mars 2017).
La famille d'Anglemont de Tassigny est une famille d'ancienne bourgeoisie française, originaire de Lorraine et de Champagne.

## Généalogie simplifiée
Le premier ancêtre connu est Jean Ier Lambin, bourgeois de Damvillers (Meuse), marié vers 1650 avec Jeanne Thomas, qui furent parents de:
- Jean II Lambin (1651-1726), seigneur d'Anglemont, garde général des Eaux-et-Forêts à la maitrise de Carignan (Ardennes), et maire royal de Carignan en 1694, marié en 1688 à Damvillers avec Lucie Philbert, dont :
  - Charles Lambin (1684-1770) (d'un premier lit), seigneur de Maugré, Tubion, Tassigny, et co-seigneur de Lombut, contrôleur ordinaire des guerres et des finances en la généralité de Metz, et avocat à Verdun (Meuse)
  - Jean Florentin Lambin (1689-1715), seigneur d'Anglemont et de Reméhan, co-seigneur de Lombut, chevalier de l'Ordre royal et militaire de Saint-Louis (1735). Marié en 1712 avec Toussaine Pingenet, il eut pour fils :
    - Charles Lambin d'Anglemont (1716-1758), seigneur de Reméhan, garde du corps du roi puis capitaine de cavalerie au régiment de Chabot (Crussol en 1747). Il meurt au camp des suites de ses blessures, lors de la guerre de Sept Ans.
    - Henry Bernard Lambin d'Anglemont (1719-1807), seigneur de Lombut, de Maugré-Tassigny et de Reméhan, seigneur engagiste de Pouru-Saint-Rémy, ancien major (équivalent de lieutenant-colonel) de cavalerie au Régiment de Crussol cavalerie, chevalier de Saint-Louis
    - Louis Antoine Lambin d'Anglemont (1724-1785), co-seigneur de Tubion, capitaine de cavalerie, chevalier de Saint-Louis
    - Charles François Lambin d'Anglemont (1725- ), co-seigneur de Tubion, chevalier de Saint-Louis

  - Henry Bernard Lambin (1696-1763), co-seigneur de Mureau, cornette puis capitaine de cavalerie, chevalier de l'Ordre royal et militaire de Saint-Louis
- Sébastien Lambin (1653-1718), seigneur de Morimont, gruyer des Quatre Prévôtés, conseiller-notaire-secrétaire du roi en la chancellerie du Parlement de Metz, maire de Damvillers (« D'argent à deux chevrons d'azur », 1709), marié en 1679 à Damvillers avec Marie Beaudouin, dont :
  - Jean-Baptiste Lambin (1696-1732), seigneur de Morimont, maire de Damvillers (1718 à 1727)

## Branches

### Branche Lambin d'Anglemont
Charles Lambin d'Anglemont (1716-1758) fut père de :
- François Paul Gabriel Lambin d'Anglemont (1749-    ), capitaine au 52e régiment d'artillerie (jusqu'en 1791), chevalier de Saint-Louis
- Charles Gabriel Lambin d'Anglemont (1751-1805), capitaine de cavalerie, chevalier de Saint-Louis

Arthur Henri Lambin d'Anglemont (1821-1898), homme de lettres, fut maire des Lilas de septembre 1870 à janvier 1871.
La branche Lambin d'Anglemont semble éteinte.

### Branche d'Anglemont de Tassigny
Henry Bernard Lambin d'Anglemont de Tassigny (1719-1807) fut père de :
- Maurice d'Anglemont de Tassigny (1784-1860), capitaine de cavalerie, conseiller en l'arrondissement de Sedan, maire de Pouru-Saint-Remy (1816-1825), dont :
  - Dominique Henri Adolphe d'Anglemont de Tassigny (1824-1912), garde général adjoint des Eaux-et-Forêts, brasseur à Reims  (1870), puis président du tribunal de commerce de Reims en 1881
  - Alfred d'Anglemont de Tassigny (1832-1899), brasseur, commandant et fondateur de la compagnie de sapeurs-pompiers de la ville de Reims, chevalier de la Légion d'honneur, dont :
    - Léon d'Anglemont de Tassigny (1862-1944), négociant à Reims, maire de La Neuvillette (1904-1917, 1919-1928). Il racheta les champagnes Jacquesson & Fils. Il fut également directeur de la Société Anonyme des Verreries de la Neuvillette.
      - Jean d'Anglemont de Tassigny 1885,
      - Pierre d'Anglemont de Tassigny 1887-1909,
      - Jacques d'Anglemont de Tassigny 1888-1950[3].

Marie-Françoise d'Anglemont de Tassigny (née Marie-Françoise Glasson en 1947, et épouse en 1974 de Stanislas d'Anglemont de Tassigny, architecte ardennais) est une femme politique française et suisse (Genève).